# Stanislas Leszczynski
Pour les articles homonymes, voir Stanislas.
Stanisław Leszczyński, né le 20 octobre 1677 à Lwów (aujourd'hui Lviv, en Ukraine) et mort le 23 février 1766 à Lunéville, est un aristocrate polonais, roi de Pologne en titre de 1704 à 1766, en fait de 1704 à 1709 et de 1733 à 1736, duc de Lorraine et de Bar de 1737 à sa mort. Souverain aux pouvoirs politiques réduits, il s’illustre par son rôle de mécène, faisant rayonner le duché de Lorraine.

## Biographie

### Famille
Stanisław Leszczyński est né en 1677 à Lwów dans une famille aristocratique polonaise originaire de Leszno en Grande Pologne, l'une des plus importantes familles de magnats de la République des Deux Nations. Il est le fils de Rafał Leszczyński, grand trésorier de la Couronne, et de Anna Jabłonowska et il a pour parrain son grand-père, le hetman Stanisław Jabłonowski. Il reçoit une éducation soignée. Formé à la littérature et aux sciences, il maîtrise plusieurs langues étrangères : le français, l’allemand, l’italien et le latin. Il complète sa formation par un long voyage à travers l'Europe, ce qui est une pratique courante pour les enfants des familles les plus riches de l'époque.
Grâce à son mariage avec Katarzyna Opalińska conclu en 1698, il accède à une fortune considérable. Le couple a deux filles: Anna et Maria, future épouse de Louis XV.
Nommé grand échanson de la Couronne en 1698, il succède à son père comme voïvode et sénateur de Poznań.

### Roi de Pologne

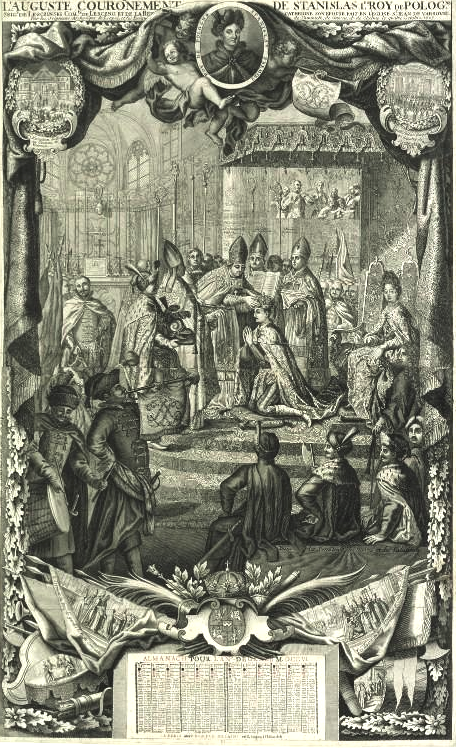
Couronnement du roi Stanislas en 1705.

La Pologne du XVIIIe siècle est le théâtre de conflits incessants, liés à l'appétit des puissances voisines (Russie, Suède, Prusse et Saxe) et au mode de désignation du souverain, élu par une assemblée de nobles. Ainsi, en 1704, dans le contexte de la Grande Guerre du Nord, le roi de Suède Charles XII envahit le pays, chasse le souverain Auguste II et ordonne l'organisation d'une nouvelle élection. Sous la pression suédoise, Stanislas Leszczyński est élu roi puis couronné l'année suivante. Cependant Leszczyński ne peut conserver le trône que si son protecteur, le roi de Suède Charles XII, garde le pouvoir. Ainsi, lorsque les Suédois sont vaincus par les Russes à la bataille de Poltava en 1709, leurs troupes se retirent de la République des Deux Nations et Stanisław Leszczyński est forcé de s'enfuir avec eux.

### L'Exil
Auguste II reprend le trône et la famille Leszczyński se refugie en Suède, mais Stanisław n'entend pas renoncer à ses ambitions royales. En 1713, il entreprend une expédition en Pologne à la tête d'une armée conjointe tataro-turco-suédoise. Mais cette campagne échoue et Leszczyński est obligé de fuir à nouveau.
Dans son exil, il traverse l’Europe à la rencontre de Charles XII en Bessarabie, mais il est retenu prisonnier un an à Bender en Moldavie, possession ottomane à l'époque. Libéré, il s’installe en 1714 à Deux-Ponts en pays germanique, duché dépendant de la Suède, où il est nommé duc par délégation. Stanisław y fait construire une résidence de plaisance, baptisée à la turque Tschifflick, un mélange des traditions des villas italiennes de la renaissance et de la résidence rurale d'un gentilhomme polonais, dans le cadre de la composition symétrique du baroque français. En 1717, Anna, la fille ainée de Stanisław et Katarzyna Leszczyński, décède d'une pneumonie. Sa mort plonge les parents dans un profond désespoir, à tel point que le père interdit à sa deuxième fille Maria de mentionner le nom de son aînée en sa présence. Elle est inhumée dans l'église du cloître de Gräfinthal que son père a fait reconstruire plusieurs années auparavant.
A la mort de Charles XII en 1718, Stanisław et sa famille trouvent refuge auprès du Duc Léopold Ier de Lorraine, le beau-frère du Régent Philippe d’Orléans. Ils sont accueillis sur le territoire français, à Wissembourg, en Alsace. Ils s'installent d’abord à la commanderie, puis à l’hôtel Jaeger (aujourd’hui le palais Stanislas), vivant d’une modeste pension que le régent leur fait verser.

### Le Mariage de sa fille avecLouisXV
C’est à Wissembourg que  Stanisław apprend la stupéfiante nouvelle : sa fille Maria a été choisie comme épouse par le jeune Louis XV. La santé fragile du jeune roi rend effectivement nécessaire la naissance d'un héritier au plus vite, or Maria est une princesse royale, catholique, en âge d'avoir des enfants. Le 4 juillet 1725, la famille Leszczyński vient à Strasbourg où, le 15 août, le mariage est célébré par procuration dans la cathédrale par le cardinal de Rohan, grand aumônier de France et évêque du diocèse. Accueilli froidement par la Cour de France parce que considéré par beaucoup comme une mésalliance, ce mariage heureux dans les premiers temps sera suivi de la naissance de 10 enfants. Stanisław, devenu beau-père du roi, est installé au château de Chambord. Le roi lui alloue une modeste pension de 400 000 Livres.
Tout au long de sa vie, Stanisław maintiendra une relation très proche avec sa fille Maria ce dont témoigne une correspondance abondante, et avec ses petits enfants à qui il rend régulièrement visite à Versailles. Il ne sera jamais apprécié par son gendre, mais demeurera proche de la reine Marie et de ses petits-enfants.

### L'échec de la restauration de Stanisław au trône polonais

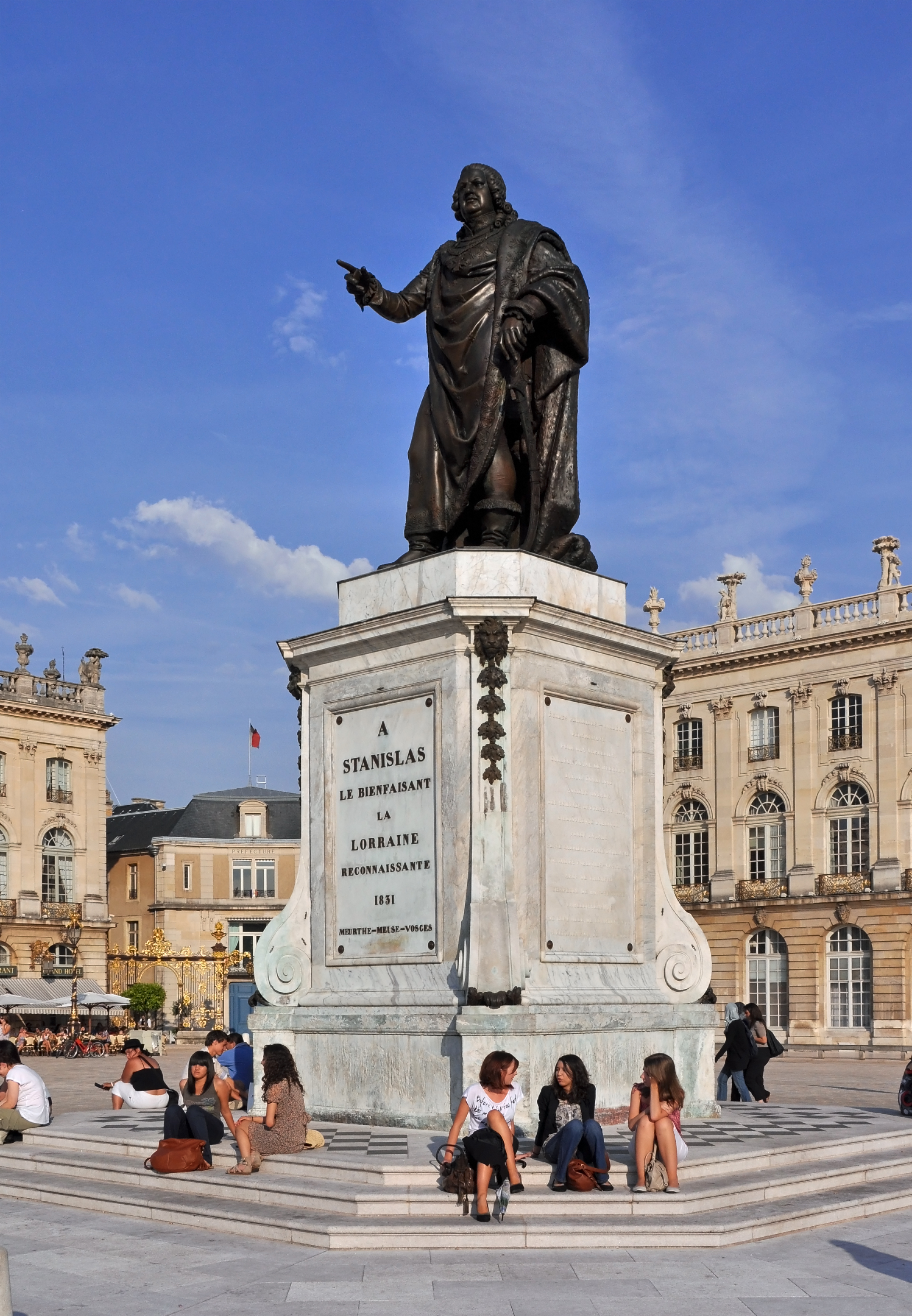
À Stanislas le Bienfaisant / La Lorraine reconnaissante / 1831 Meurthe - Meuse - Vosges La statue de Stanislas de 1831 fait suite à une souscription des départements de la Meuse, de la Meurthe et des Vosges

En 1733, le décès d'Auguste II lui ouvre la possibilité de reconquérir sa couronne. Avec l'aide du roi de France, Stanisław se rend à Varsovie où il est élu roi de Pologne pour la seconde fois. Mais là encore, l'intervention des troupes russes du tsar Pierre le Grand qui soutiennent la candidature du fils d'Auguste II, le contraignent à la fuite.

### Duc de Lorraine et de Bar
Stanisław regagne la France et arrive au château de Meudon le 4 juin 1736. Entretemps, les préliminaires au traité de Vienne qui mettra définitivement fin à la guerre de Succession de Pologne ont établi le principe de la cession des duchés de Lorraine en sa faveur. À son décès, ils reviendront à la couronne de France.
Le 30 septembre 1736, Stanisław signe une déclaration par laquelle il renonce au trône polonais mais conserve son titre de roi de Pologne (honoraire). En échange d’une rente annuelle, il laisse au roi de France et à ses représentants le soin d’administrer ces territoires et d’y percevoir les impôts. Stanisław peut nommer aux bénéfices, emplois et offices mais il ne peut le faire que de concert avec Louis XV. Le roi est également libre de placer ses troupes en Lorraine. Ainsi, Stanisław s’engage, lorsqu’il recevra le serment de fidélité des Lorrains, à le faire prêter également au nom du roi de France qui apparait ainsi très clairement comme son successeur.

### Bâtisseur et mécène
Stanisław prend possession de ses duchés au début de 1737, mais c'est Antoine-Martin Chaumont de La Galaizière, chancelier nommé par le roi, qui détient les réels pouvoirs de justice, de police et des finances. Privé de ces charges, Stanisław s'investit dans les arts, l'architecture et le social.
Le roi fait aménager des résidences secondaires héritées de Léopold ou construites pour son plaisir : le palais de Chanteheux construit à trois kilomètres de Lunéville et baptisé Trianon Lorrain, La Malgrange où il réside lorsqu'il se rend à Nancy, Commercy dont il aménage les jardins en 1744 à la mort de la duchesse Elisabeth-Charlotte épouse de Léopold, ou encore Einville.

Pendant le règne de Stanisław, la cour de Lorraine rayonne. La vie intellectuelle et artistique est florissante et la personnalité du roi y est pour beaucoup. Fier de ses folies architecturales – le Kiosque (pavillon turc), le Trèfle (pavillon chinois) ou encore le Rocher à Lunéville – et de leurs jardins enchanteurs, il organise de somptueux concerts, fêtes de nuit, représentations théâtrales et bals, qui rassemblent des hôtes de marque et où s’illustra brillamment la marquise de Boufflers, qui avait remplacé Katarzyna Opalinska dans le cœur du roi, mais aussi Voltaire et Émilie du Châtelet. On y rencontre également Montesquieu, Helvétius, Moncrif, le président Hénault, le géomètre Maupertuis, l’abbé Morellet. À ces esprits éclairés, se mêlent des notables locaux tels que Palissot, François Devaux dit Panpan, les physiciens Vayringe et Duval, Saint-Lambert et le chevalier de Boufflers et de nombreux étrangers de passage comme la comtesse de Bentinck, Charles-Édouard Stuart, et de nombreux Polonais dont Stanisław Konarski.

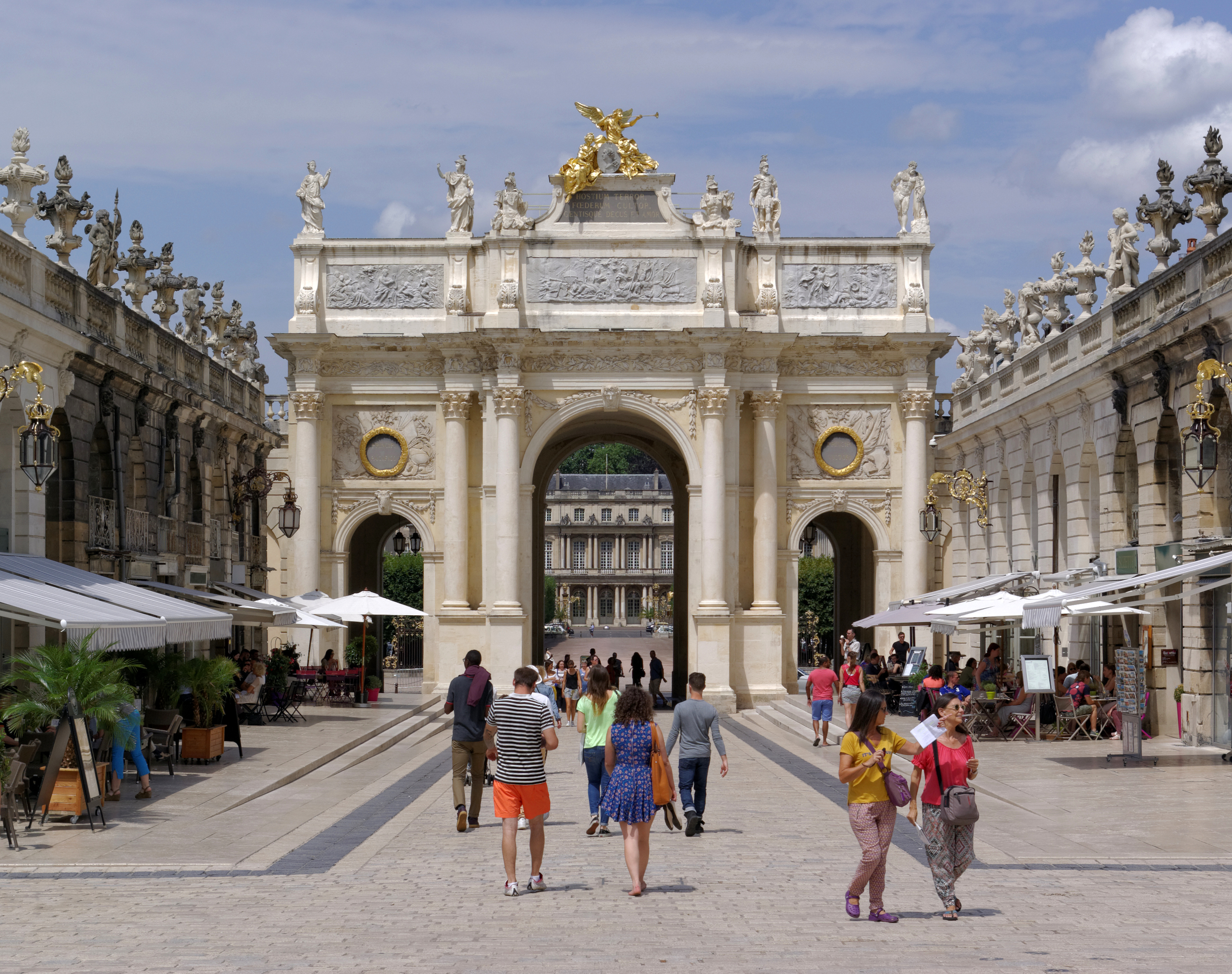
Arc Héré.

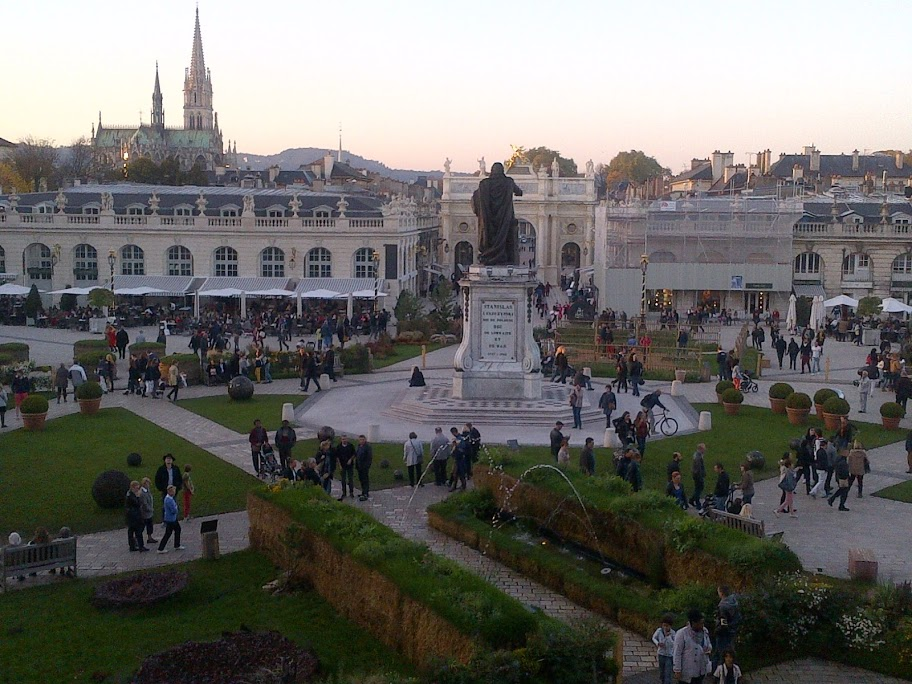
La place Stanislas à Nancy en 2014.

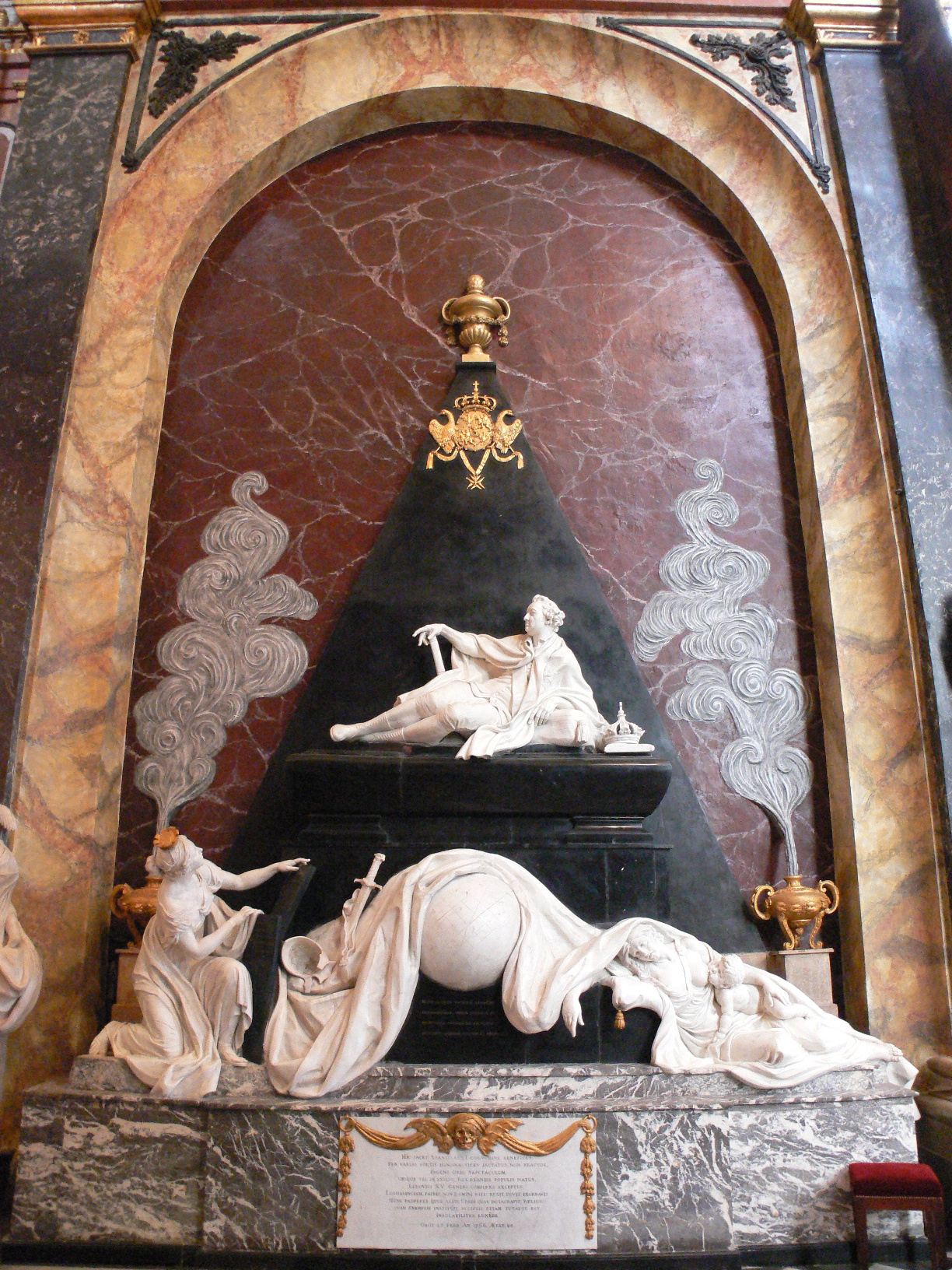
Mausolée de Stanislas Leszczynski en l'église Notre-Dame de Bonsecours de Nancy.

La place Royale de Nancy, actuellement place Stanislas, est sa plus grande œuvre architecturale. Son programme urbanistique consiste alors à réunir les quartiers de l’ancienne et de la nouvelle ville par un ensemble de trois places : la place d’Alliance, la place de la Carrière et la place Royale bâtie en l’honneur de son gendre, Louis XV. Entreprise en 1752 par Emmanuel Héré, cette dernière, fermée sur ses côtés par les grilles de Jean Lamour, sert d’écrin à la statue du roi de France.
Stanisław fait également édifier l'église Notre-Dame de Bonsecours, l’hôtel des Missions Royales et les portes Saint-Stanislas et Sainte-Catherine. Toutes ces nouvelles constructions sont documentées par Dominique Collin à qui Stanisław octroie le brevet de Graveur ordinaire de la ville de Nancy, le 28 avril 1758, puis de graveur ordinaire du roi Stanisław.
Bibliophile passionné, il offre à ses sujets la  première bibliothèque publique de Lorraine, stimule les artistes et écrivains au sein de la Société royale des sciences et belles-lettres et le Collège Royal de Médecine.
Par donation de 100 000 francs pris sur sa cassette personnelle, il participe à la reconstruction de la ville de Saint-Dié, partiellement détruite par un incendie en 1757.

### Un Prince philosophe
Ce monarque éclairé est aussi un écrivain. L'essentiel de ses écrits traite de l'anarchie de son pays natal et des moyens d'y remédier. En 1749, le roi publie son œuvre principal La voix libre du citoyen (en polonais Głos wolny wolność ubezpieczający) dans lequel il prône des réformes en Pologne : il exige l'exclusion des étrangers de la candidature au trône polonais, l'abolition du liberum veto et donc la prévention des perturbations fréquentes des sessions parlementaires, l'émancipation des serfs, la réforme de l'armée et du système fiscal, et la rationalisation du gouvernement central en établissant des conseils ministériels collégiaux.
En 1752, Stanisław décrit sa conception de cité idéale dans l'Entretien d'un Européen avec un insulaire du royaume de Dumocala.
Favorable à la liberté et à la séparation des pouvoirs, Stanisław, quoique profondément croyant, se tient à l'écart des excès de tous les fanatismes, religieux ou athées comme le montre son essai philosophique : L'Incrédulité combattue par le simple bon sens (1760).

Il met en place des initiatives sociales en avance sur son temps : écoles, hôpitaux, chambre de consultation des avocats gratuite, greniers collectifs, secours aux plus démunis, etc. Dans le domaine de la tolérance, il accueille les réformés et les israélites se créant ainsi une réputation de philosophe qui lui permet de faire publier en 1764 un recueil sous le titre des Œuvres du philosophe bienfaisant.

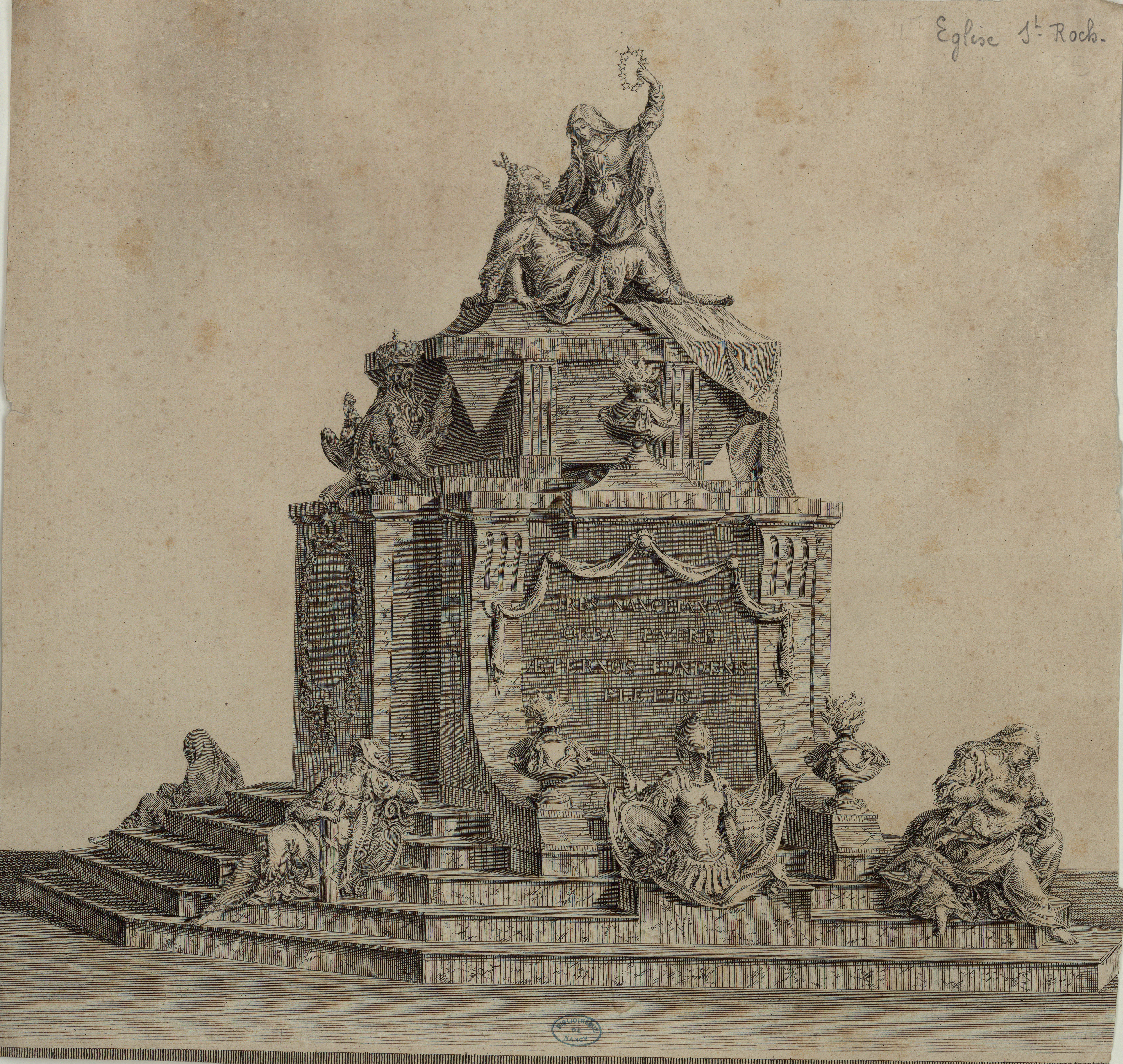
Gravure au burin représentant le catafalque de Stanislas Leszczynski, dressé en l'église Saint-Roch de Nancy, par Dominique Collin, 1766.

### Fin gastronome
Passionné par l'art sous toutes ses formes, ce roi gastronome aurait inventé le baba au rhum à Lunéville. Trouvant la pâtisserie alsacienne connue sous le nom de Kouglof trop sèche, il a l'idée de le tremper dans un sirop de sucre additionné de rhum. Il a aussi contribué à populariser la madeleine de Commercy.

### Décès tragique
Grièvement brûlé en prenant feu dans sa cheminée et au terme d'une longue agonie, Stanisław succombe à ses blessures à l'âge de 88 ans, le 23 février 1766 à Lunéville.
Conformément à son vœu, ses entrailles et son cœur sont aussitôt transportés en un cénotaphe de l'église Saint-Jacques de Lunéville où ils reposent jusqu'à la Révolution française. Une cérémonie en son honneur est organisée en l'église Saint-Roch de Nancy le 26 mai 1766. Un catafalque sculpté par Jean-Joseph Söntgen sur des dessins de Jean Girardet est dressé au centre de l'église.
Le somptueux mausolée sculpté par Louis-Claude Vassé en église Notre-Dame de Bonsecours de Nancy comme la statue colossale par Georges Jacquot, érigée en 1831 sur la place Stanislas célèbrent la mémoire du dernier duc de Lorraine jusqu'à nos jours.
Son décès permet le rattachement de la Lorraine au royaume de France avec la création du Grand-gouvernement de Lorraine-et-Barrois.

### Oeuvres
- La voix libre du citoyen, ou observations sur le gouvernement de Pologne, Nancy, 1749
- Entretien d'un Européen avec un insulaire du royaume de Dumocala, Nancy, 1754.
- Œuvres du Philosophe bienfaisant, 1763. t. 1  t. 2  t. 3  t. 4
- Les Opuscules inédits de Stanislas, présentés par Louis Lacroix, Nancy, 1866.
- Stanislas Leszczynski, inédits, introduction de René Taveneaux, texte établi par Laurent Versini, Presses Universitaires de Nancy, 1984

## Hommages
- Statue de Stanislas Leszczyński, place Stanislas, à Nancy[19].
- Une place au cœur de la ville Nancy porte son nom.
- Un établissement privé catholique sous contrat d'association avec l’État porte le nom de « Collège Stanislas[20] » en son honneur. Il se situe dans le 6e arrondissement de Paris.
- À Montréal au Canada, un lycée d'enseignement français porte également le nom de « Collège Stanislas ». Il était à l'origine une filiale du Collège Stanislas de Paris.
- Un lycée d’enseignement général, technologique et professionnel à Wissembourg en Alsace porte son nom
- Selon plusieurs sites internets de cuisine, Madeleine Paulmier, une de ses servantes, aurait créé la recette de la madeleine en 1755[21].
- Le lycée d'enseignement général, technologique et professionnel de Villers-lès-Nancy s’appelle « lycée Stanislas ».
- Une unité de soin de longue durée porte son nom à Nancy.
- La chanson du groupe de rock progressif français Ange intitulée Le Nain de Stanislas sur leur album de 1975 Émile Jacotey.
- Une pièce de théâtre, ''Le petit coucher de Stanislas'', par Jean-Philippe Jaworski

### Télévision
- Stan ! Documentaire de 52 min réalisé par Yannick Delhaye en 2016 sur Stanislas Leszczynski pour France 3 Lorraine